# Nemzeti bajnokság I 1906/1907
Šestý ročník Nemzeti bajnokság I 1906/1907 (1. maďarské fotbalové ligy) se konal po roční odmlce mezi roky 1906 a 1907.
Turnaje se účastnilo s osmy kluby, které byli v jedné skupině a hrály dvakrát každý s každým. Soutěž ovládl potřetí ve své klubové historii a obhájce minulého ročníku Ferencvárosi TC. Nejlepším střelcem se stal Béla Kelemen (21 branek), který hrál za Magyar AC.